# Subulispora britannica
Subulispora britannica är en svampart som beskrevs av B. Sutton 1973. Subulispora britannica ingår i släktet Subulispora, divisionen sporsäcksvampar och riket svampar.   Inga underarter finns listade i Catalogue of Life.